# Friedrich Erdmann von Sachsen-Merseburg
Friedrich Erdmann von Sachsen-Merseburg (* 20. September 1691 in Merseburg; † 2. Juni 1714 in Köthen) aus der albertinischen Linie der Wettiner war ein Prinz der kursächsischen Sekundogenitur Sachsen-Merseburg.

## Leben
Friedrich Erdmann war der sechste und jüngste Sohn des Herzogs Christian II. von Sachsen-Merseburg (1653–1694) aus dessen Ehe mit Erdmuth Dorothea (1661–1720), Tochter des Herzogs Moritz von Sachsen-Zeitz. Seine älteren Brüder Christian III. Moritz und Moritz Wilhelm waren nacheinander Herzöge von Sachsen-Merseburg.
Er heiratete am 15. Februar 1714 in Köthen Eleonore Wilhelmine (1696–1726), Tochter des Fürsten Emanuel Leberecht von Anhalt-Köthen. Aus Anlass der Ehe erhielt Friedrich Erdmann eine eigene Hofhaltung und als Apanage das Amt Finsterwalde. Während das dortige Schloss Finsterwalde zu diesem Zweck eingerichtet wurde, starb Friedrich Erdmann überraschend erst 22-jährig. Seine Witwe vermählte sich mit Herzog Ernst August I. von Sachsen-Weimar. Nach dem Tod von Friedrich Erdmanns Bruder Moritz Wilhelm waren damit alle drei erwachsen gewordenen Söhne Herzog Christians II. ohne Erben gestorben, weshalb deren Onkel Heinrich in der Regierung folgte.
Friedrich Erdmann wurde in der Fürstengruft des Merseburger Doms bestattet.